# Monumento a César Vallejo
El monumento a César Vallejo es una escultura del artista chiclayano Miguel Baca Rossi en honor a César Vallejo, ubicado en la Plazuela del Teatro inaugurado el 15 de abril de 1983.

## Descripción
Es una obra escultórica que fue compuesta y modelada en terracota; y fundida y vaciada en bronce por la fundición artística El Cóndor. Consta de unos 2 metros de altura y se encuentra sobre un pedestal de granito.
Originalmente el proyecto contó con un pedestal de piedra con la inscripción: «HAY HERMANOS, MUCHÍSIMO QUE HACER / CESAR VALLEJO / 1892-1938», tomado del poema vallejiano “Los nueve monstruos”. En el lado posterior de la base se incluyó la inscripción: «FUND. / «EL CONDOR» / LIMA», y en su lado izquierdo: «M. BACA ROSSI / 1987».
Centralizado y orientado frente al Teatro Segura, el monumento fue situado a un lado de la plazuela del mismo nombre, cuya área ha sido recortada por el subnivel asfaltado del jirón Huancavelica, trazo y desnivel inexistente en el siglo XIX que permitía una continuidad de tránsito peatonal.
El bronce, actualmente pintado de negro y con un pedestal rectangular de hormigón, representa a César Vallejo de cuerpo entero, caminante, con el pie izquierdo adelantado y respaldado estructuralmente sobre una base que simula a una laja de piedra, en donde el escultor inscribió su firma.
Con una postura encorvada, el cabello al viento, su característico ceño prominente, un gesto adusto y retraído, y las manos guardadas en su gabardina, Baca Rossi resolvió la figura del poeta según los diferentes estudios que una década atrás había realizado en El busto de Vallejo (1971), su primer retrato del poeta, el cual remitió a Santiago de Chuco.

## Ubicación
La escultura se encuentra ubicada frente al Teatro Segura, en la cuadra 2 del Jr. Huancavelica en el centro histórico de Lima, en la denominada plazuela del Teatro Segura, antiguamente llamada plaza 7 de setiembre.